# Korsvägens station
Korsvägens station i Göteborg är en underjordisk järnvägsstation under byggnad för pendeltåg och regionaltåg som ingår i Västlänken. Vid stationen ligger flera kända besöksmål såsom Universeum, Världskulturmuseet, Liseberg, Svenska Mässan, Gothia Towers, The Theatre och Scandinavium. Stationen kommer att få två perronger samt fyra spår och placeras under Korsvägen. Tre entréer byggs: mot Liseberg, Korsvägens spårvagnshållplats samt mot Göteborgs Universitet och Näckrosdammen.
Stationen är namngiven efter vägkorsningen Korsvägen, som varit en viktig spårvagnshållplats sedan hästspårvägen på 1880-talet och som sedan 2000 har spårväg åt fem håll.

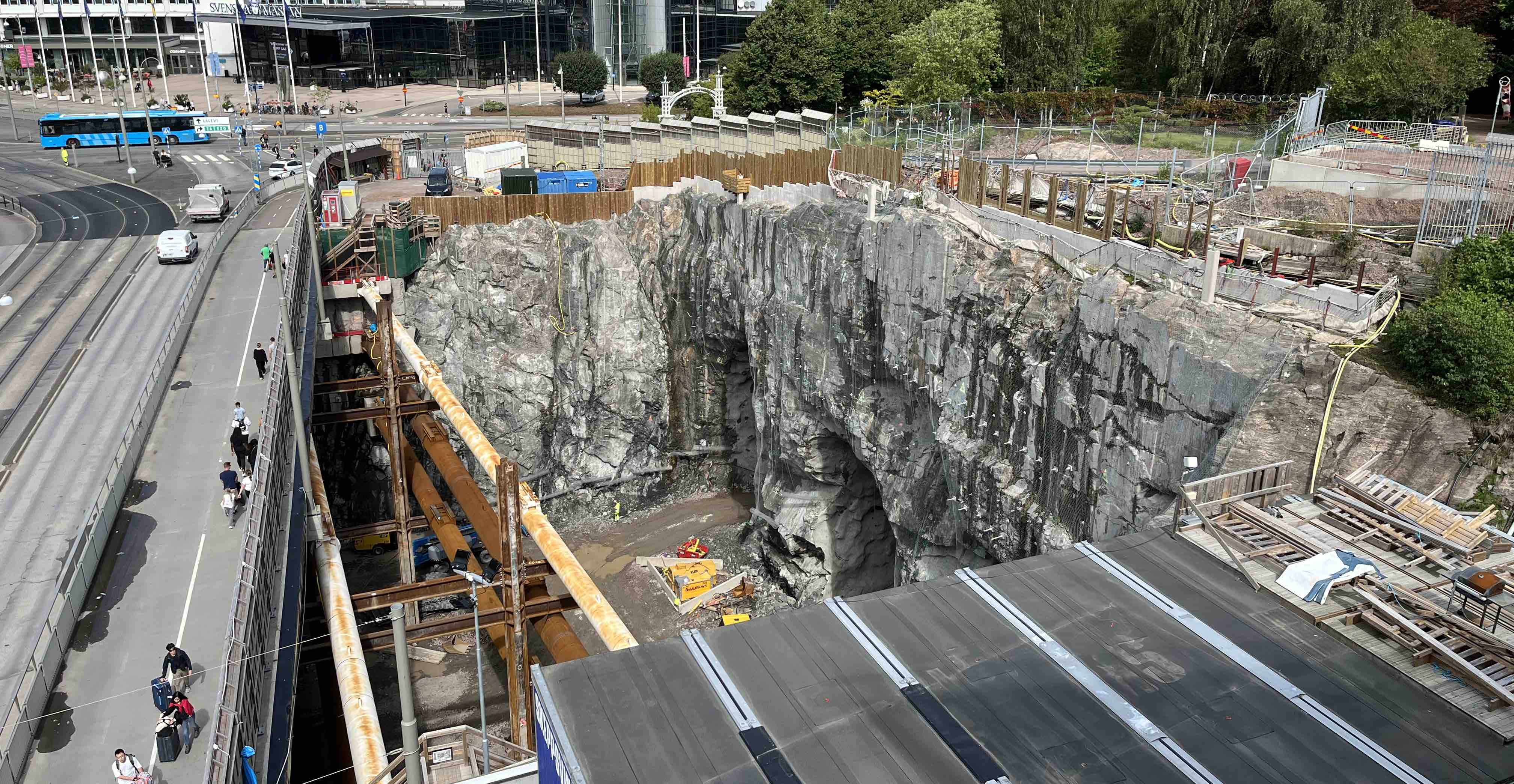
Östra entrén mot Liseberg kommer att ligga här.
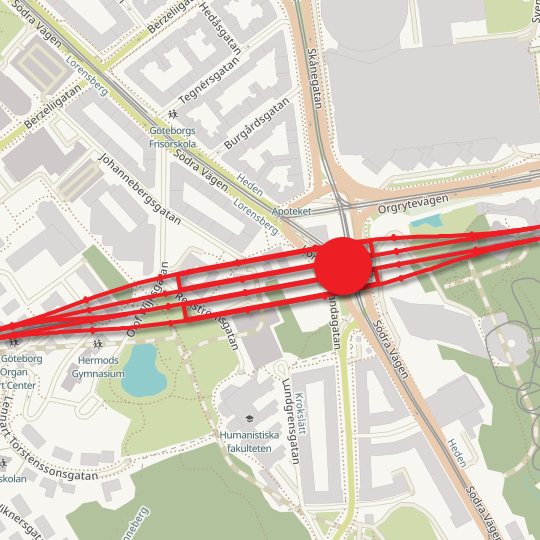
Karta över spåren
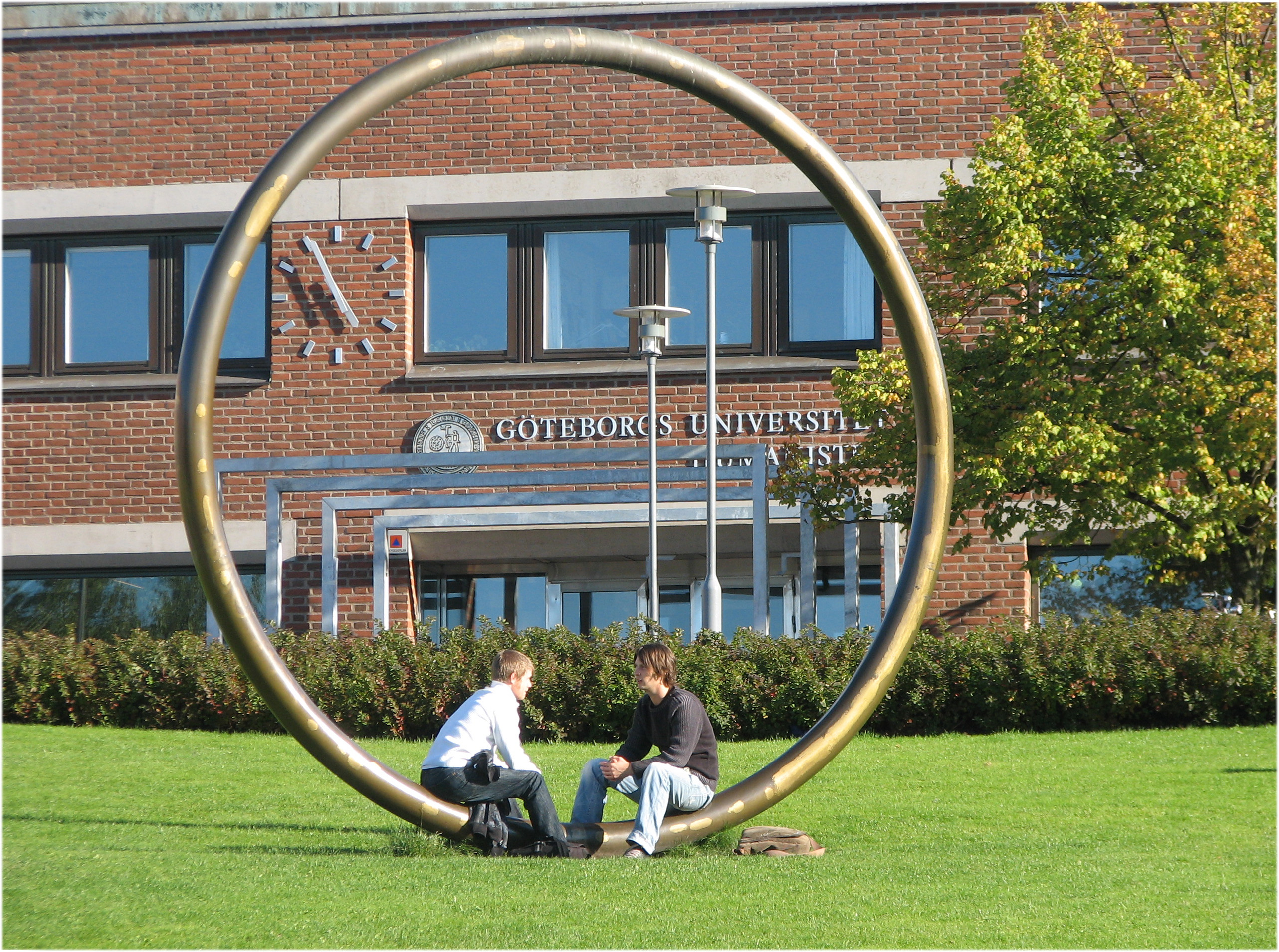
Västra entrén mot Göteborgs Universitet och Näckrosdammen